# Munții Uinta
Munții Uinta formează un lanț muntos din grupul de lanțuri montane ale statului  Utah, parte importantă a grupului de masive muntoase Rocky Mountains, care sunt situați în partea de nord est a statului Utah și de sud-vest a statului  Wyoming. Munții se întind pe direcția est-vest, găsindu-se la circa 160 km est de orașul Salt Lake City.
Piscurile munților ating altitudini între 3.700 și 4.100 m, cel mai înalt dintre ele fiind Kings Peak cu altitudinea de 4.124 m deasupra n.m. care este și cel mai înalt punct din statul Utah.

## Hidrologie
In munții Uinta își are o parte din bazinul de colectare fluviul Colorado River. Din nord spre sud curge afluentul lui Colorado, Green River care face o cotitură de ocol al munților. In partea de vest a lanțului se scurg apele rezultate din precipitații în Marele Lac Sărat Great Salt Lake care n-are scurgere spre exterior.  In regiunea de nord-vest a munților au izvoarele Bear River, care se se varsă în Marele Lac Sărat, „Weber River”. Iar „Provo River”, care se varsă în Utah Lake își are izvorul în regiunea de sud-vest, pe când „Jordan River” este scurgerea lacului „Utah Lake” în Marele Lac Sărat.